# Futun (sockenhuvudort i Kina, Liaoning Sheng, lat 41,63, long 121,78)
Futun (kinesiska: 富屯, 富屯乡) är en sockenhuvudort i Kina. Den ligger i provinsen Liaoning, i den nordöstra delen av landet, omkring 140 kilometer väster om provinshuvudstaden Shenyang. Antalet invånare är 19 093. Befolkningen består av 9 292 kvinnor och 9 801 män. Barn under 15 år utgör 10,0 %, vuxna 15-64 år 76 %, och äldre över 65 år 12,0 %.
Runt Futun är det tätbefolkat, med 297 invånare per kvadratkilometer. Närmaste större samhälle är Beizhen, 4,0 km söder om Futun. Trakten runt Futun består till största delen av jordbruksmark.
Genomsnittlig årsnederbörd är 756 millimeter. Den regnigaste månaden är juli, med i genomsnitt 187 mm nederbörd, och den torraste är januari, med 5 mm nederbörd.